# Wasserwirtschaftsdirektion
Die Wasserwirtschaftsdirektionen (WWD) waren in der DDR die für den Betrieb von wasserwirtschaftlichen Anlagen, für die Wasserwirtschaft und die Gewässer zuständigen staatlichen Einrichtungen, vergleichbar einem heutigen Wasserverband.
Die Geschichte der Wasserwirtschaft in der DDR ist von einer über die Jahre zunehmenden Konzentration gekennzeichnet. Am 1. Juli 1958 wurde das zentrale Amt für Wasserwirtschaft in Berlin gebildet, dem zunächst sieben Wasserwirtschaftsdirektionen (WWD) unterstanden, die für die Bewirtschaftung der oberirdischen Fließgewässer zuständig waren und nach den Kriterien der Einzugsbereiche der Flüsse gebildet wurden. Sie lösten ihrerseits die seit 1952 bestehenden 15 „VEB (Z) Wasserwirtschaft“ ab, die ihrerseits einem VVB der Wasserwirtschaft angegliedert waren.
1. (I) Küste – Warnow – Peene mit Sitz in Stralsund
2. (II) Havel – Nuthe (Potsdam)
3. (III) Spree – Oder – Neiße (Cottbus)
4. (IV) Obere Elbe – Mulde (Dresden)
5. (V) Saale – Weiße Elster (Halle)
6. (VI) Werra – Gera – Unstrut (Erfurt)
7. (VII) Mittlere Elbe – Bode – Sude – Elde (Magdeburg)

1972 wurde das Ministerium für Umwelt und Wasserwirtschaft gebildet, im Zuge dessen wurden die Wasserwirtschaftsdirektionen weiter zentralisiert und aus sieben fünf gebildet: Die Wasserwirtschaftsdirektion Obere Elbe – Mulde wurde als „Wasserwirtschaftsdirektion Obere Elbe - Neiße“ 1975 die WWD V und war auch zentral für die Koordination mit der damaligen Tschechoslowakei zuständig, die Koordination mit Polen oblag der WWD II Oder/Havel.
1. (I) Küste (Sitz: Stralsund)
2. (II) Oder / Havel (Sitz: Potsdam)
3. (III) Untere Elbe (Sitz: Magdeburg)
4. (IV) Saale / Werra (Sitz: Halle)
5. (V) Obere Elbe / Neiße (Sitz: Dresden)

Das Gebäude der ehemaligen Wasserwirtschaftsdirektion Obere Elbe-Neiße befindet sich beispielsweise in der Ostra-Allee in Dresden. Die WWD V wurde zum 30. September 1991 aufgelöst, was als Jahresangabe (1991) auch für die anderen vier WWD zutreffen dürfte.